# Золотощёкий лесной певун
Золотощёкий лесной певун (лат. Setophaga chrysoparia) — насекомоядная птица семейства древесницевых.

## Описание
Самцы этого вида хорошо отличаются от других видов лесных певунов. У птицы по бокам головы яркое жёлтое оперение, на обеих сторонах чёрные полосы, проходящие от клюва через тёмно-коричневые глаза назад к затылку. Область шеи и оперение верха груди чёрное. В нижней части груди и на животе оперение белое с чёрными полосами. Клюв и лапки чёрного цвета. Оперение спины чёрно-серое с белыми пятнами на крыльях. У самки оттенок жёлтого цвета на голове светлее и более матовый.